# 립스틱 그리고 남자의 사랑
"립스틱 그리고 남자의 사랑"(Lipstick And A Man'S Love)은 한국에서 제작된 고응호 감독의 1994년 드라마, 멜로/로맨스 영화이다. 윤양하 등이 주연으로 출연하였고 정경희 등이 제작에 참여하였다.

## 출연

### 주연
- 윤양하
- 오경아
- 김준우

## 기타
- 촬영부: 장재기
- 조명: 한덕후
- 조연출: 최구용